# Wisła Kraków w sezonie 2008/2009 (piłka nożna)
Sezon 2008/2009 był dla Wisły Kraków 13. sezonem z rzędu, a 69. w całej historii klubu, w najwyższej klasie rozgrywkowej w polskim systemie ligowym w piłce nożnej. Zespół rozpoczął przedsezonowe treningi 24 czerwca, a zajęcia przygotowawcze odbywały się w Austrii, Krakowie i Szwajcarii. W przerwie zimowej obozy szkoleniowe przeprowadzono w Hiszpanii. Pierwszym spotkaniem, które rozegrała drużyna, był sparing 27 czerwca z GKS Jastrzębie. Krakowski klub rozpoczął sezon ligowy 9 sierpnia meczem u siebie z Polonią Bytom. Lipcowy finał Superpucharu Polski zakończył się przegraną z Legią Warszawa. Z Pucharu Polski gracze Białej Gwiazdy odpadli w 1/4 finału po porażce z Lechem Poznań. W trzeciej edycji Pucharu Ekstraklasy drużyna nie wyszła z fazy grupowej. Udział w Lidze Mistrzów zawodnicy Wisły zakończyli w III rundzie kwalifikacyjnej. W Pucharze UEFA zespół odpadł w I rundzie. Po 30. kolejkach ligowych rozgrywek Wisła zdobyła po raz 12. mistrzostwo Polski i zapewniła sobie udział w 2. rundzie kwalifikacyjnej Ligi Mistrzów 2009/2010.

## Działalność klubu

### Przed sezonem
W maju Adam Kokoszka, powołując się na prawo Webstera, wysłał do zarządu Wisły wypowiedzenie kontraktu, które miało obowiazywać od lipca. Klub wszczął wobec zawodnika postępowanie dyscyplinarne.
Od 30 czerwca do 12 lipca 20-osobowa kadra Wisły razem ze sztabem przygotowywała się do rundy jesiennej w ośrodku treningowym położonym w Bad Waltersdorf. Podczas pobytu rozegrano 4 sparingi z austriackim, izraelskim, duńskm i słoweńskim klubem. Na zakończenie okresu przygotowawczego krakowska drużyna zmierzyła się towarzysko we Fryburgu z Liverpoolem, który zagrał bez zawodników z pierwszego składu.
Partnerem strategicznym na kolejny sezon pozostała Tele-Fonika Kable. Od lipca prawo do ekspozycji logotypu na tyle koszulek meczowych uzyskał krakowski deweloper budowlany. Umowę sponsorską z Salwatorem podpisano na rok. Za produkcję koszulek odpowiadało Umbro. Nowe trykoty klubu przedstawiono 22 lipca na oficjalnej konferencji, a w kolejnym dniu trafiły do sprzedaży. Nowością był nanoszony laserowo na materiał symbol białej gwiazdy, który widniał na lewym ramieniu.

### Runda jesienna
W październiku krakowski klub otrzymał decyzję FIFA, gdzie Włoski Związek Piłki Nożnej uzyskał zgodę na dopuszczenie Adama Kokoszki do gry w Empoli FC. Włosi zostali zobowiązani do ekwiwalentu pieniężnego za zawodnika.
W wyniku współpracy z Orange Polska powstała jesienią telefonia komórkowa Wisła Mobile oparta na pre-paid w sieci Orange Go. Przedłużenie o rok umowy sponsorskiej podpisano także z marką odzieżową Bytom, która została oficjalnym dostawcą garniturów dla kadry.
Komisja Ligi po spotkaniu 9. kolejki Ekstraklasy nałożyła na Rafała Boguskiego karę dwóch meczów zawieszenia za niesportowe zachowanie podczas spotkania z Piastem Gliwice. 
W wyniku zachowania kibiców Wisły na sektorze gości krakowski klub został ukarany karą finansową po meczu 13. kolejki w Wodzisławiu. Marcin Baszczyński po ostatniej kolejce rundy jesiennej został ukarany finansowo za czerwoną kartkę przez Komisję Ligi i Wisłę. Klub zdecydował się też na ukaranie Radosława Sobolewskiego, drugiego zawodnika z czerwoną kartką uzyskaną podczas spotkania ze Śląskiem Wrocław.
Po listopadowych derbach Krakowa w Pucharze Ekstraklasy na klub została nałożona kara Komisji Ligi uniemożliwiająca wstęp dla zorganizowanych grup kibiców na 3 najbliższe mecze wyjazdowe w lidze. W osobnej decyzji Patryk Małecki został zdyskwalifikowany na 3 spotkania pucharowe w wyniku czerwonej kartki. Krakowski klub oraz zawodnicy w oficjalnych oświadczeniach zaprzeczyli oskarżeniom o nawoływanie do form nienawiści.

### Przerwa zimowa
Od 18 do 30 stycznia w prowincji Walencja przeprowadzono pierwszą część przygotowań klubu do rundy wiosennej z udziałem 25 piłkarzy i sztabu szkoleniowego. W trakcie zgrupowania rozegrano 4 sparingi z zagranicznymi zespołami. Zawodnicy Wisły ponownie przebywali w Hiszpanii w drugiej połowie lutego. Podczas obozu przygotowawczego w Andaluzji zorganizowano 4 gry kontrolnye z europejskimi klubami.
Przed startem drugiej części sezonu na specjalnej konferencji prasowej przedstawiono Bet-at-home.com w roli nowego sponsora strategicznego. Umowa o wartości 4 000 000 złotych została podpisana do 2011 roku. Logo bukmachera umieszczono na koszulkach meczowych piłkarzy Wisły. Ich nowa wersja trafiła do oficjalnej sprzedaży 6 marca.

### Runda wiosenna
W maju krakowski klub gościł ekipę realizacyjną Trans World Sport, sportowego programu stacji Channel 4, emitowanego w telewizjach ponad 80 państw. Na epizod złożyły się kulisy spotkania 27. kolejki Ekstraklasy z Legią i wywiad z braćmi Brożek. Był to pierwszy epizod z udziałem polskiego klubu w historii serii.
Po zakończeniu ostatniego spotkania ligowego zawodnicy Wisły odkrytym autobusem przyjechali pod Sukiennice, gdzie wspólnie z ponad 40 000 kibicami świętowali tytuł na krakowskim rynku. Następnego dnia w Józefowie drużyna odebrała medale i puchar za zdobycie 12. mistrzostwa Polski na gali podsumowującej sezon Ekstraklasy. Tytuł króla strzelców i statuetkę dla najlepszego gracza zdobył Paweł Brożek.

## Stadion

### Przed sezonem
W pierwszym tygodniu czerwca zakończono rozbiórkę wież, które przed wyburzeniem sektora C stały po obu stronach trybun. Wywózka gruzu trwała do połowy miesiąca.

### Runda jesienna
Na przełomie września i października rozpoczęto prace budowlane związane z powstawaniem nowej trybuny C. W ramach pierwszego etapu na głębokości 15 metrów osadzono w gruncie ściany szczelinowe. Jesienią Zarząd Infrastruktury Komunalnej i Transportu w Krakowie unieważnił przetarg na budowę trybuny wschodniej stadionu. Wszystkie z sześciu ofert przekroczyły zaplanowaną kwotę na modernizację obiektu. Do końca października przystąpiono do kolejnej tury składania wycen inwestycji związanych z pracami budowlanymi nad trybuną C, rozbiórką masztów oświetleniowych, oraz budową ścianki szczelinowej po likwidacji trybuny zachodniej. Termin zakończenia prac w maju 2010 roku pozostał w harmonogramie bez zmian.
28 października w Pałacu Wielopolskich zawarto wstępne porozumienie między przedstawicielami Wisły, Cracovii i Hutnika, a władzami miejskimi. Umowa dotyczyła dostosowania stadionu na Suchych Stawach do wymogów Ekstraklasy i przenosin krakowskich klubów na czas kolejnych etapów remontowania swoich obiektów.

### Przerwa zimowa
W połowie grudnia przetarg na budowę trybuny wschodniej stadionu wygrał Polimex-Mostostal, którego oferta opiewała na sumę 145 000 000 złotych. Krakowski klub w negocjacjach z wykonawcą uzyskał gwarancję rozgrywania domowych meczów rundy wiosennej na obiekcie przy ulicy Reymonta. Przed startem drugiej części sezonu Polski Związek Piłki Nożnej wydał decyzję o rozgrywaniu spotkań Wisły bez udziału kibiców gości z powodu modernizacji stadionu. Z pracami ziemnymi ruszono w lutym.

### Runda wiosenna
W ostatnim tygodniu kwietnia do wylania fundamentów trybuny użyto 450 metrów sześciennych betonu.
Na konferencji UEFA, która odbyła się 13 maja, Michel Platini nie wymienił Krakowa wśród potencjalnych miast organizatorów EURO 2012. Miejskie władze nie zmieniły harmonogramu modernizacji stadionu. Marek Wilczek, prezes Wisły, ogłosił jednocześnie, że Wisła od nowego sezonu będzie rozgrywała mecze ligowe na czas remontu w Sosnowcu. Obiekt Hutnika na Suchych Stawach nie został dostosowany do wymogów Ekstraklasy w terminie ustalonym w październiku. Pierwszy etap prac nad trybuną zachodnią rozpoczęto w ostatnim tygodniu maja.

## Ekstraklasa
7 stycznia 2007 obradujące w Warszawie walne zgromadzenie sprawozdawczo-statutowe PZPN podjęło decyzję o reformie centralnych szczebli męskich rozgrywek ligowych, począwszy od sezonu 2008/2009. Na mocy zawartych porozumień zmianie uległa zarówno struktura, jak i terminologia poszczególnych klas rozgrywkowych – w tym tej najwyższej – która z I ligi została oficjalnie przemianowana na Ekstraklasę.

### Tabela
| Lp. | Drużyna          | M  | Z  | R  | P  | Bramki | Bramki | Różn. | Pkt | Uwagi                                        | Bezpośrednio            |
| --- | ---------------- | -- | -- | -- | -- | ------ | ------ | ----- | --- | -------------------------------------------- | ----------------------- |
| 1   | Wisła Kraków (M) | 30 | 19 | 7  | 4  | 53     | 21     | +32   | 64  | Liga Mistrzów UEFA • II runda kwalifikacyjna |                         |
| 2   | Legia Warszawa   | 30 | 18 | 7  | 5  | 52     | 17     | +35   | 61  | Liga Europy UEFA • II runda kwalifikacyjna   |                         |
| 3   | Lech Poznań      | 30 | 16 | 11 | 3  | 51     | 24     | +27   | 59  | Liga Europy UEFA • III runda kwalifikacyjna1 |                         |
| 4   | Polonia Warszawa | 30 | 15 | 9  | 6  | 40     | 23     | +17   | 54  | Liga Europy UEFA • I runda kwalifikacyjna    | GKS 1:2 PWA PWA 1:0 GKS |
| 5   | GKS Bełchatów    | 30 | 17 | 3  | 10 | 40     | 28     | +12   | 54  |                                              | GKS 1:2 PWA PWA 1:0 GKS |

### Wyniki spotkań
Rozgrywki polskiej ekstraklasy piłkarskiej w latach 2008/2009 odbyły się w dwóch rundach – jesiennej (trwającej od 8 sierpnia 2008 do 23 listopada 2008) oraz wiosennej (trwającej od 28 listopada 2008 do 30 maja 2009). Początkowo rozgrywki i tym samym runda jesienna miały się rozpocząć dnia 25 lipca, jednak z powodu decyzji Ekstraklasy SA terminy rozegrania pierwszej oraz drugiej kolejki zostały przełożone.
| Mecz           | Data            | Godz. | Stadion          | Przeciwnik            | Wynik | Punkty | Strzelcy                               |
| -------------- | --------------- | ----- | ---------------- | --------------------- | ----- | ------ | -------------------------------------- |
| Runda jesienna |                 |       |                  |                       |       |        |                                        |
| 1              | 9 sierpnia      | 20:45 | Kraków           | Polonia Bytom         | 1:0   | 3      | Paweł Brożek                           |
| 2              | 16 sierpnia     | 20:00 | Warszawa         | Polonia Warszawa      | 2:0   | 6      | Paweł Brożek (2)                       |
| 3              | 22 sierpnia     | 20:00 | Kraków           | GKS Bełchatów         | 2:1   | 9      | Paweł Brożek, Pietrasiak (sam.)        |
| 4              | 31 sierpnia     | 19:30 | Kraków           | Cracovia              | 1:1   | 10     | Boguski                                |
| 5              | 14 września     | 17:00 | Kraków           | Lech Poznań           | 1:4   | 10     | Boguski                                |
| 6              | 21 września     | 19:45 | Białystok        | Jagiellonia           | 2:0   | 13     | Cantoro, Boguski                       |
| 7              | 27 września     | 18:15 | Kraków           | Arka Gdynia           | 4:0   | 16     | Głowacki, Paweł Brożek (2), Díaz       |
| 8              | 5 października  | 14:30 | Zabrze           | Górnik Zabrze         | 1:1   | 17     | Sobolewski                             |
| 9              | 18 października | 19:45 | Kraków           | Piast Gliwice         | 2:0   | 20     | Boguski, Paweł Brożek                  |
| 10             | 26 października | 17:00 | Warszawa         | Legia Warszawa        | 1:2   | 20     | Paweł Brożek                           |
| 11             | 2 listopada     | 17:00 | Kraków           | Ruch Chorzów          | 2:0   | 23     | Paweł Brożek, Díaz                     |
| 12             | 8 listopada     | 16:00 | Kraków           | ŁKS Łódź              | 0:0   | 24     | –                                      |
| 13             | 12 listopada    | 19:30 | Wodzisław Śląski | Odra Wodzisław        | 2:0   | 27     | Paweł Brożek, Małecki                  |
| 14             | 15 listopada    | 18:15 | Kraków           | Lechia Gdańsk         | 3:0   | 30     | Małecki, Paweł Brożek                  |
| 15             | 23 listopada    | 16:45 | Wrocław          | Śląsk Wrocław         | 1:2   | 30     | Łukasiewicz (sam.)                     |
| Runda wiosenna |                 |       |                  |                       |       |        |                                        |
| 16             | 29 listopada    | 18:15 | Chorzów          | Ruch Chorzów          | 0:1   | 30     | –                                      |
| 17             | 5 grudnia       | 20:00 | Kraków           | Odra Wodzisław        | 3:1   | 33     | Boguski (3)                            |
| 18             | 27 lutego       | 17:45 | Bytom            | Polonia Bytom         | 1:1   | 34     | Boguski                                |
| 19             | 7 marca         | 18:15 | Kraków           | Polonia Warszawa      | 2:1   | 37     | Paweł Brożek (2)                       |
| 20             | 14 marca        | 18:15 | Bełchatów        | GKS Bełchatów         | 0:0   | 38     | –                                      |
| 21             | 22 marca        | 17:00 | Kraków           | Cracovia              | 4:1   | 41     | Sobolewski, Marcelo, Małecki, Ćwielong |
| 22             | 5 kwietnia      | 17:00 | Poznań           | Lech Poznań           | 1:1   | 42     | Šinglár                                |
| 23             | 11 kwietnia     | 17:30 | Kraków           | Jagiellonia Białystok | 1:0   | 45     | Baszczyński                            |
| 24             | 19 kwietnia     | 17:00 | Gdynia           | Arka Gdynia           | 1:0   | 48     | Marcelo                                |
| 25             | 24 kwietnia     | 20:00 | Kraków           | Górnik Zabrze         | 3:1   | 51     | Paweł Brożek (2), Boguski              |
| 26             | 1 maja          | 20:00 | Gliwice          | Piast Gliwice         | 1:1   | 52     | Małecki                                |
| 27             | 10 maja         | 17:00 | Kraków           | Legia Warszawa        | 1:0   | 55     | Marcelo                                |
| 28             | 17 maja         | 17:00 | Łódź             | ŁKS Łódź              | 4:0   | 58     | Małecki, Ćwielong, Paweł Brożek (2)    |
| 29             | 23 maja         | 17:00 | Gdańsk           | Lechia Gdańsk         | 4:2   | 61     | Paweł Brożek, Zieńczuk, Łobodziński    |
| 30             | 30 maja         | 17:00 | Kraków           | Śląsk Wrocław         | 2:0   | 64     | Sobolewski, Zieńczuk                   |

Ostatnia aktualizacja: 30. kolejka
    zwycięstwo     remis     porażka
1. ↑  Ruch Chorzów od 15. kolejki swoje mecze domowe rozgrywał na Stadionie Śląskim.

### Kolejka po kolejce
| 1 | 2 | 3 | 4 | 5 | 6 | 7 | 8 | 9 | 10 | 11 | 12 | 13 | 14 | 15 | 16 | 17 | 18 | 19 | 20 | 21 | 22 | 23 | 24 | 25 | 26 | 27 | 28 | 29 | 30 |
| - | - | - | - | - | - | - | - | - | -- | -- | -- | -- | -- | -- | -- | -- | -- | -- | -- | -- | -- | -- | -- | -- | -- | -- | -- | -- | -- |
| 3 | 1 | 1 | 1 | 2 | 2 | 2 | 1 | 1 | 3  | 3  | 3  | 2  | 1  | 4  | 5  | 4  | 4  | 3  | 3  | 3  | 3  | 3  | 3  | 2  | 2  | 1  | 1  | 1  | 1  |

    II runda kwalifikacyjna Ligi Mistrzów     II runda kwalifikacyjna Ligi Europy     I runda kwalifikacyjna Ligi Europy

## Superpuchar Polski
Jako mistrz sezonu 2007/2008 Orange Ekstraklasy, Wisła Kraków zmierzyła się ze zdobywcą Pucharu Polski 2008, Legią Warszawa. 
| Faza  | Data     | Godz. | Stadion                 | Przeciwnik     | Wynik | Strzelcy |
| ----- | -------- | ----- | ----------------------- | -------------- | ----- | -------- |
| Finał | 20 lipca | 20:15 | Ostrowiec Świętokrzyski | Legia Warszawa | 1:2   | Kmiecik  |

Ostatnia aktualizacja: 20 lipca 2008
    zwycięstwo     remis     porażka

## Puchar Polski
Jako drużyna występująca w sezonie 2007/2008 Orange Ekstraklasy, Wisła Kraków rozpoczęła rozgrywki Pucharu od 1/16 finału.
| Faza | Data            | Godz. | Stadion | Przeciwnik       | Wynik | Strzelcy                 |
| ---- | --------------- | ----- | ------- | ---------------- | ----- | ------------------------ |
| 1/16 | 24 września     | 18:00 | Gdańsk  | Lechia II Gdańsk | 3:0   | Jirsák, Paweł Brożek (2) |
| 1/8  | 29 października | 20:00 | Kraków  | Górnik Zabrze    | 2:1   | Zieńczuk, Díaz           |
| 1/4  | 4 marca         | 18:15 | Kraków  | Lech Poznań      | 0:1   | –                        |
| 1/4  | 8 kwietnia      | 18:00 | Poznań  | Lech Poznań      | 1:2   | Głowacki                 |

Ostatnia aktualizacja: 8 kwietnia 2009
    zwycięstwo     remis     porażka

## Puchar Ekstraklasy
Jako drużyna występująca w sezonie 2007/2008 Orange Ekstraklasy, Wisła Kraków rozpoczęła rozgrywki Pucharu od fazy grupowej, skąd nie awansowała do kolejnych rund.
| Faza    | Data            | Godz. | Stadion          | Przeciwnik    | Wynik | Strzelcy                         |
| ------- | --------------- | ----- | ---------------- | ------------- | ----- | -------------------------------- |
| Grupa A | 3 września      | 20:30 | Kraków           | Śląsk Wrocław | 0:4   | –                                |
| Grupa A | 6 września      | 12:00 | Wodzisław Śląski | Piast Gliwice | 0:1   | –                                |
| Grupa A | 9 października  | 20:30 | Kraków           | Cracovia      | 2:0   | Głowacki, Kmiecik                |
| Grupa A | 12 października | 17:30 | Wrocław          | Śląsk Wrocław | 0:0   | –                                |
| Grupa A | 18 listopada    | 18:00 | Kraków           | Piast Gliwice | 4:1   | Zieńczuk (2), Díaz, Piotr Brożek |
| Grupa A | 26 listopada    | 17:30 | Kraków           | Cracovia      | 0:0   | –                                |

Ostatnia aktualizacja: 26 listopada 2008
    zwycięstwo     remis     porażka
1. ↑  Piast Gliwice rozegrał większość spotkań jako gospodarz na stadionie w Wodzisławiu ze względu na niespełnienie wymogów licencyjnych przez stadion w Gliwicach.

Po 6 kolejkach:
| Drużyna       | Pkt | M | Z | R | P | Br+ | Br- | +/- |
| ------------- | --- | - | - | - | - | --- | --- | --- |
| Piast Gliwice | 10  | 6 | 3 | 1 | 2 | 9   | 9   | 0   |
| Śląsk Wrocław | 10  | 6 | 3 | 1 | 2 | 8   | 5   | +3  |
| Wisła Kraków  | 8   | 6 | 2 | 2 | 2 | 6   | 6   | 0   |
| Cracovia      | 5   | 6 | 1 | 2 | 3 | 3   | 6   | -3  |

Ostatnia aktualizacja: 26 listopada 2008
    awans do ćwierćfinału     odpadnięcie z Pucharu

## Liga Mistrzów
Jako mistrz sezonu 2007/2008 Orange Ekstraklasy, Wisła Kraków rozpoczęła rozgrywki Ligi Mistrzów od II rundy eliminacyjnej.
| Faza             | Data        | Godz. | Stadion    | Przeciwnik        | Wynik | Strzelcy                                        |
| ---------------- | ----------- | ----- | ---------- | ----------------- | ----- | ----------------------------------------------- |
| II runda el. LM  | 30 lipca    | 20:00 | Jerozolima | Beitar Jerozolima | 1:2   | Paweł Brożek                                    |
| II runda el. LM  | 6 sierpnia  | 20:45 | Kraków     | Beitar Jerozolima | 5:0   | Cantoro, Cleber, Paweł Brożek, Díaz, Niedzielan |
| III runda el. LM | 13 sierpnia | 21:45 | Barcelona  | FC Barcelona      | 0:4   | –                                               |
| III runda el. LM | 26 sierpnia | 20:45 | Kraków     | FC Barcelona      | 1:0   | Cleber                                          |

Ostatnia aktualizacja: 26 sierpnia 2008
    zwycięstwo     remis     porażka

## Puchar UEFA
Jako zespół, który odpadł w rozgrywkach III rundy kwalifikacyjnej, Wisła Kraków rozpoczęła eliminacje od I rundy zasadniczej.
| Faza          | Data           | Godz. | Stadion | Przeciwnik        | Wynik | Strzelcy                      |
| ------------- | -------------- | ----- | ------- | ----------------- | ----- | ----------------------------- |
| I runda PUEFA | 18 września    | 20:10 | Londyn  | Tottenham Hotspur | 1:2   | Jirsák                        |
| I runda PUEFA | 2 października | 15:40 | Kraków  | Tottenham Hotspur | 1:1   | Paweł Brożek, Głowacki (sam.) |

Ostatnia aktualizacja: 2 października 2008
    zwycięstwo     remis     porażka

## Mecze towarzyskie
| Data                                | Przeciwnik        | Miejsce              | Wynik | Strzelcy                                                                  |
| ----------------------------------- | ----------------- | -------------------- | ----- | ------------------------------------------------------------------------- |
| Rozegrane w przerwie letniej        |                   |                      |       |                                                                           |
| 27 czerwca                          | GKS Jastrzębie    | Zabierzów            | 2:0   | Paweł Brożek, Grzegorz Kmiecik                                            |
| 3 lipca                             | Austria Wiedeń    | Bad Waltersdorf      | 1:3   | Jirsák                                                                    |
| 5 lipca                             | Hapoel Tel Awiw   | Bad Loipersdorf      | 2:0   | Łobodziński, Cleber                                                       |
| 8 lipca                             | FC Kopenhaga      | Bad Radkersburg      | 1:1   | Cleber                                                                    |
| 10 lipca                            | NK Koper          | Graz                 | 1:1   | Dawidowski                                                                |
| 15 lipca                            | Wisła Płock       | Kraków               | 1:1   | Boguski                                                                   |
| 19 lipca                            | Liverpool FC      | Fryburg              | 1:1   | Jirsák                                                                    |
| 25 lipca                            | Wisła II Kraków   | Kraków               | 11:0  | Paweł Brożek (3), Dawidowski (3), Cantoro (2), Jirsák, Zieńczuk, Kmiecik  |
| 1 sierpnia                          | GKS Bełchatów     | Kraków               | 2:3   | Dawidowski, Szabat                                                        |
| Rozegrane w trakcie rundy jesiennej |                   |                      |       |                                                                           |
| 20 sierpnia                         | Wisła II Kraków   | Kraków               | 5:2   | Szabat (2), Felipe, Kmiecik, Dawidowski                                   |
| 5 września                          | Borkowianka Borek | Borek                | 6:1   | Batko (3), Leszczak, Jarosz, Rado                                         |
| 22 października                     | Ustronianka Wisła | Jasienica            | 2:0   | Niedzielan, Małecki                                                       |
| Rozegrane w trakcie przerwy zimowej |                   |                      |       |                                                                           |
| 22 stycznia                         | CD Dénia          | Oliva                | 0:0   | –                                                                         |
| 25 stycznia                         | FC Basel          | Santa Pola           | 1:1   | Cleber                                                                    |
| 27 stycznia                         | Szachtar Donieck  | Rafelbunyol          | 2:2   | Díaz, Paweł Brożek                                                        |
| 29 stycznia                         | FC Brașov         | Oliva                | 1:0   | Małecki                                                                   |
| 7 lutego                            | MFK Ružomberok    | Kraków               | 1:1   | Ćwielong                                                                  |
| 12 lutego                           | Spartak Moskwa    | Estepona             | 1:1   | Ćwielong                                                                  |
| 14 lutego                           | Odense BK         | Jerez de la Frontera | 2:4   | Boguski, Cleber                                                           |
| 17 lutego                           | Metalurg Zaporoże | Jerez de la Frontera | 1:1   | Małecki                                                                   |
| 20 lutego                           | Piast Gliwice     | Kraków               | 4:0   | Gamla (sam.), Díaz, Ćwielong, Marcelo                                     |
| Rozegrane w trakcie rundy wiosennej |                   |                      |       |                                                                           |
| 28 marca                            | Polonia Bytom     | Bytom                | 2:0   | Niedzielan, Beto                                                          |
| 15 kwietnia                         | Wisła II Kraków   | Kraków               | 7:0   | Tomáš Jirsák (2), Darda (sam.), Paweł Brożek, Niedzielan, Łobodziński (2) |

1. ↑  Wewnętrzny mecz kontrolny z powodu odwołania 1. kolejki Ekstraklasy
2. ↑  Wewnętrzny mecz kontrolny z udziałem zawodników, którzy nie zagrali w 2. kolejce Ekstraklasy
3. ↑  Mecz z okazji 80-lecia KS Borek. Pierwsza połowa zakończyła się po 30 minutach, druga trwała o 10 minut dłużej.
4. ↑  Mecz w ramach zgrupowania poza Krakowem. Każda z połów trwała 35 minut.
5. ↑  Wewnętrzny mecz kontrolny. Pierwsza połowa meczu trwała 30, druga 35 minut.
6. ↑  Boczne boisko Wisły.

Ostatnia aktualizacja: 15 kwietnia 2009
    zwycięstwo     remis     porażka

## Zawodnicy

### Skład
Radosław Sobolewski w głosowaniu kapitanów i trenerów szesnastu zespołów uczestniczących w rozgrywkach Ekstraklasy został uznany za Piłkarza Marca.
| Nr                     | Zawodnik             | Data urodzenia       | W klubie od | Poprzedni klub    | Liga    | Liga | Puchar Polski | Puchar Polski | Puchar Ligi | Puchar Ligi | Superpuchar | Superpuchar | Liga Mistrzów | Liga Mistrzów | Puchar UEFA | Puchar UEFA | RAZEM | RAZEM |                      |                      |
| Nr                     | Zawodnik             | Data urodzenia       | W klubie od | Poprzedni klub    |         |      |               |               |             |             |             |             |               |               |             |             |       |       | EKS/PP/PE/SP/LM/UEFA | EKS/PP/PE/SP/LM/UEFA |
| ---------------------- | -------------------- | -------------------- | ----------- | ----------------- | ------- | ---- | ------------- | ------------- | ----------- | ----------- | ----------- | ----------- | ------------- | ------------- | ----------- | ----------- | ----- | ----- | -------------------- | -------------------- |
| Bramkarze              |                      |                      |             |                   |         |      |               |               |             |             |             |             |               |               |             |             |       |       |                      |                      |
| 1                      | Ilie Cebanu          | 29 grudnia 1986      | 2007        | Kapfenberger SV   | 0       | 0    | 1             | 0             | 0           | 0           | 0           | 0           | 0             | 0             | 0           | 0           | 1     | 0     | 0                    | 0                    |
| 12                     | Marcin Juszczyk      | 23 stycznia 1985     | 2004        | Górnik Wieliczka  | 1       | 0    | 1             | 0             | 6           | 0           | 1           | 0           | 0             | 0             | 0           | 0           | 9     | 0     | 0                    | 0                    |
| 81                     | Mariusz Pawełek      | 17 marca 1981        | 2006        | Odra Wodzisław    | 29      | 0    | 2             | 0             | 0           | 0           | 0           | 0           | 4             | 0             | 2           | 0           | 37    | 0     | 1/0/0/0/0/0          | 0                    |
| Obrońcy                |                      |                      |             |                   |         |      |               |               |             |             |             |             |               |               |             |             |       |       |                      |                      |
| 4                      | Marcin Baszczyński   | 7 czerwca 1977       | 2000        | Ruch Chorzów      | 18      | 1    | 2             | 0             | 3 (1)       | 0           | 0           | 0           | 4             | 0             | 2           | 0           | 30    | 1     | 2/0/0/0/1/0          | 1/0/0/0/0/0          |
| 8                      | Piotr Brożek         | 21 kwietnia 1983     | 2001        | Wisła II Kraków   | 25 (2)  | 0    | 3             | 0             | 3           | 1           | 0           | 0           | 4             | 0             | 1           | 0           | 38    | 1     | 4/0/1/0/2/0          | 0                    |
| 33                     | Łukasz Burliga       | 10 maja 1988         | 2007        | Wisła II Kraków   | 0       | 0    | 0             | 0             | 1 (1)       | 0           | (1)         | 0           | 0             | 0             | 0           | 0           | 3     | 0     | 0/0/1/0/0/0          | 0                    |
| 25                     | Cléber               | 29 kwietnia 1974     | 2006        | Vitória Guimarães | 14      | 0    | 2             | 0             | 5           | 0           | 1           | 0           | 4             | 2             | 2           | 0           | 28    | 2     | 5/0/1/1/0/1          | 0/0/1/0/0/0          |
| 6                      | Arkadiusz Głowacki   | 13 marca 1979        | 2000        | Lech Poznań       | 19      | 1    | 4             | 1             | 3           | 1           | 0           | 0           | 1             | 0             | 1           | 0           | 28    | 3     | 5/0/1/0/0/0          | 0                    |
| 22                     | Michał Jania         | 1 kwietnia 1990      | 2008        | Wisła II Kraków   | 0       | 0    | 0             | 0             | (3)         | 0           | 0           | 0           | 0             | 0             | 0           | 0           | 3     | 0     | 0/0/1/0/0/0          | 0                    |
| 24                     | Mateusz Kowalski     | 30 września 1986     | 2008        | Wisła II Kraków   | 1       | 0    | 0             | 0             | 2 (1)       | 0           | 1           | 0           | 0             | 0             | 0           | 0           | 5     | 0     | 0                    | 0                    |
| 30                     | Daniel Krasnodębski  | 28 stycznia 1988     | 2008        | Wisła II Kraków   | 0       | 0    | 0             | 0             | 1           | 0           | 0           | 0           | 0             | 0             | 0           | 0           | 1     | 0     | 0                    | 0                    |
| 3                      | Marcelo              | 25 maja 1987         | 2008        | Santos FC         | 21      | 0    | 4             | 0             | 4           | 0           | 0           | 0           | 0             | 0             | (1)         | 0           | 30    | 3     | 4/0/1/0/0/0          | 0                    |
| 2                      | Peter Šinglár        | 24 lipca 1979        | 2008        | Slovan Liberec    | 17 (1)  | 1    | 2             | 0             | 4           | 0           | 0           | 0           | 1             | 0             | 1           | 0           | 26    | 1     | 2/0/0/0/0/0          | 0                    |
| 14                     | Przemysław Szabat    | 19 grudnia 1985      | 2007        | Wisła II Kraków   | 0       | 0    | 0             | 0             | 2           | 0           | 1           | 0           | 0             | 0             | 0           | 0           | 3     | 0     | 0/0/2/0/0/0          | 0/0/1/0/0/0          |
| Pomocnicy              |                      |                      |             |                   |         |      |               |               |             |             |             |             |               |               |             |             |       |       |                      |                      |
| 28                     | André Barreto        | 6 sierpnia 1979      | 2005        | Boavista          | 0       | 0    | 1             | 0             | 2 (1)       | 0           | 0           | 0           | 0             | 0             | 0           | 0           | 4     | 0     | 0/1/2/0/0/0          | 0                    |
| 20                     | Mauro Cantoro        | 1 września 1976      | 2001        | Ascoli            | 12 (8)  | 1    | 2             | 0             | 3           | 0           | 1           | 0           | 3             | 1             | 2           | 0           | 31    | 2     | 5/1/2/2/0/0          | 0                    |
| 15                     | Júnior Díaz          | 1 września 1976      | 2008        | Herediano         | 26 (2)  | 2    | 3             | 1             | 1           | 1           | 1           | 0           | 3             | 1             | 2           | 0           | 38    | 4     | 2/2/0/0/0/0          | 1/0/0/0/0/0          |
| 27                     | Sebastian Janik      | 18 kwietnia 1989     | 2007        | Wisła II Kraków   | 0       | 0    | 0             | 0             | 1 (1)       | 0           | 0           | 0           | 0             | 0             | 0           | 0           | 2     | 0     | 0                    | 0                    |
| 27                     | Kamil Jeleń          | 10 października 1989 | 2008        | Wisła II Kraków   | 0       | 0    | 0             | 0             | 1 (1)       | 0           | 0           | 0           | 0             | 0             | 0           | 0           | 1     | 0     | 0                    | 0                    |
| 16                     | Tomáš Jirsák         | 29 czerwca 1984      | 2007        | FK Teplice        | 9 (15)  | 0    | (1)           | 1             | 2 (1)       | 0           | 0           | 0           | 4             | 0             | 2           | 1           | 34    | 2     | 1/0/0/0/0/0          | 0                    |
| 30                     | David Kwiek          | 21 stycznia 1988     | 2007        | Wisła II Kraków   | 0       | 0    | 0             | 0             | (1)         | 0           | 0           | 0           | 0             | 0             | 0           | 0           | 1     | 0     | 0                    | 0                    |
| 21                     | Wojciech Łobodziński | 20 października 1982 | 2008        | Zagłębie Lubin    | 13 (13) | 2    | 2 (2)         | 0             | 1 (1)       | 0           | 0           | 0           | 3 (1)         | 0             | (2)         | 0           | 38    | 2     | 2/0/0/0/0/1          | 0                    |
| 29                     | Krzysztof Mączyński  | 23 maja 1987         | 2007        | Wisła II Kraków   | 0       | 0    | 0             | 0             | 2 (3)       | 0           | 1           | 0           | 0             | 0             | 0           | 0           | 6     | 0     | 0                    | 0                    |
| 26                     | Artur Rado           | 26 marca 1986        | 2007        | Wisła II Kraków   | 0       | 0    | 0             | 0             | (1)         | 0           | 0           | 0           | 0             | 0             | 0           | 0           | 1     | 0     | 0                    | 0                    |
| 7                      | Radosław Sobolewski  | 13 grudnia 1976      | 2004        | Dyskobolia        | 28      | 3    | 2             | 0             | 3           | 0           | 0           | 0           | 3             | 0             | 2           | 0           | 38    | 3     | 7/0/0/0/0/1          | 1/0/0/0/0/0          |
| 13                     | Paweł Zalewski       | 13 sierpnia 1988     | 2008        | Wisła II Kraków   | 0       | 0    | 0             | 0             | 1           | 0           | 0           | 0           | 0             | 0             | 0           | 0           | 1     | 0     | 0                    | 0                    |
| 17                     | Marek Zieńczuk       | 24 września 1978     | 2004        | Amica Wronki      | 22 (8)  | 2    | 2 (2)         | 1             | 3 (1)       | 2           | 0           | 0           | 2 (1)         | 0             | 1 (1)       | 0           | 43    | 5     | 4/0/0/0/2/0          | 0/0/0/0/1/0          |
| Napastnicy             |                      |                      |             |                   |         |      |               |               |             |             |             |             |               |               |             |             |       |       |                      |                      |
| 10                     | Maciej Batko         | 4 lutego 1989        | 2008        | Wisła II Kraków   | 0       | 0    | 0             | 0             | (1)         | 0           | 0           | 0           | 0             | 0             | 0           | 0           | 1     | 0     | 0                    | 0                    |
| 30                     | Beto                 | 31 maja 1987         | 2009        | SE Palmeiras      | 1 (5)   | 0    | 2             | 0             | 0           | 0           | 0           | 0           | 0             | 0             | 0           | 0           | 8     | 0     | 0                    | 0                    |
| 9                      | Rafał Boguski        | 9 czerwca 1984       | 2006        | ŁKS Łomża         | 19 (6)  | 9    | 1 (2)         | 0             | (1)         | 0           | 0           | 0           | 4             | 0             | 2           | 0           | 35    | 9     | 0/0/0/0/10           | 0                    |
| 23                     | Paweł Brożek         | 21 kwietnia 1983     | 2001        | Wisła II Kraków   | 26 (1)  | 19   | 1 (2)         | 2             | 0           | 0           | 0           | 0           | 4             | 2             | 2           | 1           | 35    | 24    | 1/0/0/0/1/0          | 0                    |
| 86                     | Piotr Ćwielong       | 23 kwietnia 1986     | 2007        | Ruch Chorzów      | 7 (6)   | 2    | 2             | 0             | 0           | 0           | 0           | 0           | 0             | 0             | 0           | 0           | 15    | 2     | 0                    | 0                    |
| 11                     | Tomasz Dawidowski    | 4 lutego 1978        | 2004        | Amica Wronki      | (2)     | 0    | 0             | 0             | 0           | 1 (2)       | 1           | 0           | (3)           | 0             | 0           | 0           | 9     | 0     | 0                    | 0                    |
| 31                     | Grzegorz Kmiecik     | 17 kwietnia 1984     | 2002        | Wisła II Kraków   | 0       | 0    | 1             | 0             | 4 (1)       | 1           | 1           | 1           | 0             | 0             | 0           | 0           | 7     | 2     | 0/0/1/1/0/0          | 0                    |
| 30                     | Sebastian Leszczak   | 20 stycznia 1992     | 2008        | Wisła II Kraków   | 0       | 0    | 0             | 0             | 2 (2)       | 0           | 0           | 0           | 0             | 0             | 0           | 0           | 2     | 0     | 0                    | 0                    |
| 19                     | Patryk Małecki       | 1 sierpnia 1988      | 2006        | Wisła II Kraków   | 18 (9)  | 5    | 3 (1)         | 0             | 2 (2)       | 0           | 1           | 0           | (3)           | 0             | (1)         | 0           | 40    | 5     | 3/0/0/0/1            | 0/0/1/0/0            |
| 18                     | Andrzej Niedzielan   | 27 lutego 1979       | 2007        | NEC Nijmegen      | 4 (12)  | 0    | 1 (2)         | 0             | 5           | 0           | 1           | 0           | (4)           | 1             | (1)         | 0           | 30    | 1     | 2/0/0/0/0/0          | 0                    |
| Stan na: 30 maja 2009. |                      |                      |             |                   |         |      |               |               |             |             |             |             |               |               |             |             |       |       |                      |                      |

Tabela przedstawia jedynie piłkarzy, którzy rozegrali minimum jedno oficjalne spotkanie. W nawiasach wprowadzenia na boisko.
    odejścia ze składu     przyjścia do składu
1. ↑  do 31 grudnia 2008.
2. ↑  wypożyczony od 2 marca 2009.
3. ↑  do 10 marca 2009.
4. ↑  od września 2008.
5. do stycznia 2008.
6. ↑  wypożyczony od 9 stycznia 2009.
7. ↑  od września 2008.
8. ↑  od 1 września 2008.
9. ↑  do 31 grudnia 2008.
10. ↑  do 18 listopada 2008.
11. ↑  od września 2008.
12. ↑  do 23 stycznia 2009.
13. ↑  wypożyczony od 24 lutego 2009.
14. ↑  od września 2008.
15. ↑  od września 2008.
16. ↑  od 8 stycznia 2009.
17. ↑  od 31 grudnia 2008.
18. ↑  do 8 stycznia 2009.
19. ↑  od 17 listopada 2008.

### Transfery

#### Przyszli
| Poz            | Nazwisko            | Poprzedni klub    | Typ                   | Data transferu    | Kwota transferu | Źródło |
| -------------- | ------------------- | ----------------- | --------------------- | ----------------- | --------------- | ------ |
| Okienko letnie |                     |                   |                       |                   |                 |        |
| OB             | Peter Šinglár       | Slovan Liberec    | transfer              | 30 czerwca 2008   | bez odstępnego  | [ 42 ] |
| NA             | Tomasz Dawidowski   | Wisła II Kraków   | –                     | lipiec 2008       | –               |        |
| PO             | André Barreto       | CD Trofense       | powrót z wypożyczenia | 1 sierpnia 2008   | –               | [ 43 ] |
| OB             | Marcelo             | Santos FC         | transfer              | 1 września 2008   | bez odstępnego  | [ 44 ] |
| OB             | Michał Jania        | Wisła II Kraków   | –                     | wrzesień 2008     | –               | [ 45 ] |
| OB             | Daniel Krasnodębski | Wisła II Kraków   | –                     | wrzesień 2008     | –               | [ 45 ] |
| NA             | Kamil Jeleń         | Wisła II Kraków   | –                     | wrzesień 2008     | –               | [ 45 ] |
| NA             | Maciej Batko        | Wisła II Kraków   | –                     | wrzesień 2008     | –               | [ 45 ] |
| PO             | Paweł Zalewski      | Wisła II Kraków   | –                     | wrzesień 2008     | –               | [ 45 ] |
| NA             | Sebastian Leszczak  | Wisła II Kraków   | –                     | 17 listopada 2008 | –               | [ 46 ] |
| Okienko zimowe |                     |                   |                       |                   |                 |        |
| NA             | Piotr Ćwielong      | Ruch Chorzów      | powrót z wypożyczenia | 31 grudnia 2008   | –               | [ 47 ] |
| NA             | Beto                | SE Palmeiras      | transfer              | 8 stycznia 2009   | bez odstępnego  | [ 48 ] |
| BR             | Filip Kurto         | Promień Opalenica | transfer              | 2 marca 2009      | 18 000 €        | [ 49 ] |

1. ↑  Powrót do składu po kontuzji.

Kwoty transferowe bez podanego źródła podano na podstawie Transfermarkt.
Stan na 30 maja 2009.

#### Odeszli
| Poz            | Nazwisko             | Nowy klub              | Typ                   | Data transferu    | Kwota transferu | Źródło |
| -------------- | -------------------- | ---------------------- | --------------------- | ----------------- | --------------- | ------ |
| Okienko letnie |                      |                        |                       |                   |                 |        |
| OB             | Adam Kokoszka        | Empoli FC              | koniec kontraktu      | 22 maja 2008      | 570 000 €       | [ 3 ]  |
| PO             | Jean Paulista        | APOEL Nikozja          | koniec kontraktu      | 1 lipca 2008      | –               | [ 51 ] |
| NA             | Dudu                 | Debreceni              | koniec kontraktu      | 1 lipca 2008      | –               | [ 52 ] |
| PO             | Dariusz Dudka        | AJ Auxerre             | transfer              | 2 lipca 2008      | 2 500 000 €     | [ 54 ] |
| OB             | Przemysław Rygielski | Flota Świnoujście      | wypożyczenie          | 23 lipca 2008     | –               | [ 55 ] |
| NA             | Paweł Smółka         | Zagłębie Sosnowiec     | wypożyczenie          | 23 lipca 2008     | –               | [ 56 ] |
| OB             | Radosław Jacek       | Zagłębie Sosnowiec     | wypożyczenie          | 23 lipca 2008     | –               | [ 56 ] |
| PO             | André Barreto        | AA Portuguesa          | rozwiązanie kontraktu | 18 listopada 2008 | –               | [ 57 ] |
| Okienko zimowe |                      |                        |                       |                   |                 |        |
| OB             | Przemysław Szabat    | Wisła Płock            | koniec kontraktu      | 31 grudnia 2008   | –               | [ 58 ] |
| BR             | Marcin Juszczyk      | Nea Salamina Famagusta | koniec kontraktu      | 31 grudnia 2008   | –               | [ 59 ] |
| NA             | Grzegorz Kmiecik     | Stal Stalowa Wola      | rozwiązanie kontraktu | 8 stycznia 2009   | –               | [ 60 ] |
| OB             | Mateusz Kowalski     | Piast Gliwice          | wypożyczenie          | 9 stycznia 2009   | –               | [ 61 ] |
| PO             | David Kwiek          | Signal FC              | rozwiązanie kontraktu | 23 stycznia 2009  | –               | [ 62 ] |
| OB             | Artur Rado           | Stal Poniatowa         | wypożyczenie          | 24 lutego 2009    | –               | [ 63 ] |
| PO             | Łukasz Burliga       | Flota Świnoujście      | wypożyczenie          | 2 marca 2009      | –               | [ 64 ] |
| OB             | Cléber               | Terek Grozny           | transfer              | 10 marca 2009     | 200 000 €       | [ 66 ] |

1. ↑  Na podstawie decyzji FIFA.

Stan na: 30 maja 2009

#### Nowe kontrakty
| Poz            | Nazwisko     | Koniec kontraktu | Typ           | Źródło |
| -------------- | ------------ | ---------------- | ------------- | ------ |
| Okienko letnie |              |                  |               |        |
| NA             | Paweł Brożek | 30 czerwca 2013  | nowy kontrakt | [ 67 ] |

Stan na: 30 maja 2009

## Zarząd i sztab szkoleniowy

### Przerwa zimowa
Ryszard Czerwiec od 5 lutego przejął obowiązki kierownika pierwszej drużyny, zastępując na stanowisku Roberta Adaszyńskiego, który rozstał się z klubem za porozumieniem stron. Były gracz Wisły dołączył także do sztabu szkoleniowego jako asystent głównego trenera.

### Personel
| Stanowisko                         | Imię i nazwisko                                              | Uwagi                                                                                 |
| ---------------------------------- | ------------------------------------------------------------ | ------------------------------------------------------------------------------------- |
| Prezes                             | Marek Wilczek                                                | od 1 lipca 2007                                                                       |
| Wiceprzewodniczący rady nadzorczej | Zbigniew Zawartka                                            | od 8 lutego 2007                                                                      |
| Sekretarz                          | Piotr Bębenek                                                | od 8 lutego 2007                                                                      |
| Członkowie rady nadzorczej         | Michał Pawłowski Michał Róg                                  | od 14 listopada 2007 od 8 lutego 2007                                                 |
| Trener                             | Maciej Skorża                                                | od 13 czerwca 2007                                                                    |
| Asystent trenera                   | Ryszard Czerwiec Rafał Janas Andrzej Blacha Kazimierz Moskal | od 5 lutego 2009 od 16 lipca 2007 13 czerwca 2007 - 31 marca 2008 od 17 kwietnia 2007 |
| Dyrektor sportowy                  | Jacek Bednarz                                                | od 1 czerwca 2007                                                                     |
| Dyrektor wykonawczy                | Kazimierz Antkowiak                                          | od 12 października 2006                                                               |
| Trener przygotowania fizycznego    | Andrzej Bahr                                                 | od 18 września 2006                                                                   |
| Analityk                           | Dawid Zajączkowski                                           | od 2006                                                                               |
| Kierownik drużyny                  | Ryszard Czerwiec Robert Adaszyński                           | od 5 lutego 2009 lipiec 2007 - 5 lutego 2009                                          |
| Trener bramkarzy                   | Jacek Kazimierski                                            | od 13 czerwca 2007                                                                    |
| Masażysta                          | Marcin Bisztyga Zbigniew Woźniak                             | od 2005 od 21 czerwca 1989                                                            |
| Lekarz                             | Mariusz Urban                                                | od 1997                                                                               |
| Wisła II Kraków                    |                                                              |                                                                                       |
| Trener                             | Tomasz Kulawik                                               | od stycznia 2007                                                                      |

Daty pełnienia funkcji w radzie nadzorczej na podstawie wpisów w Centralnej Informacji Krajowego Rejestru Sądowego. Stan na: 30 maja 2009.